# Pteroptrix flagellata
Pteroptrix flagellata is een vliesvleugelig insect uit de familie Aphelinidae. De wetenschappelijke naam is voor het eerst geldig gepubliceerd in 1994 door Huang.